# Erich Kallius
Erich Wilhelm Heinrich Kallius (* 3. August 1867 in Berlin; † 1. Januar 1935 in Heidelberg) war ein deutscher Anatom.

## Leben
Erich Kallius war Sohn des Gymnasialprofessors Albert Gottlob Samuel Kallius (1840–1918) und der Anna Malwine Mathilde Blume (1842–1917). Er studierte an der Albert-Ludwigs-Universität Freiburg und der Friedrich-Wilhelms-Universität zu Berlin Medizin. Er legte 1891 in Berlin das Staatsexamen ab und wurde dort 1892 zum Dr. med. promoviert. In Berlin war er Schüler von Wilhelm von Waldeyer-Hartz. Er wurde 1892 Assistent am Anatomischen Institut in Göttingen bei Friedrich Merkel und habilitierte sich 1894 für Anatomie. 1895 wurde er zum a.o. Professor ernannt. Am 18. Februar 1907 folgte die Bestallung und der Ruf zum ordentlichen Professor der Königlichen Universität zu Greifswald, Hier auf ihren Lehrstuhl für Anatomie. Von 1914 bis 1916 nahm er am Ersten Weltkrieg teil. 1917 ging er als o. Professor an die Schlesische Friedrich-Wilhelms-Universität. Nach vier Jahren wechselte er als Nachfolger von Hermann Braus (1868–1924) an die Ruprecht-Karls-Universität Heidelberg. Er war 1924 ihr Rektor und 1922/23 und 1930/31 Dekan der Medizinischen Fakultät. Er war Geheimer Medizinalrat.
Von Kallius stammt eine Methode zur Fixierung von Golgi-Färbungen. Er befasste sich unter anderem mit der Anatomie von Kehlkopf, Zunge, Geruchs- und Geschmacksorganen.
Kallius erhielt den Roten Adler-Orden 4. Klasse.
Bis 1870, als sein Vater vom jüdischen zum christlichen Glauben übertrat, hieß er Kuckuck. 1896 heiratete er Gertrude Giesinger, mit der er zwei Söhne hatte.

## Herausgeber
- 1923–1935: Anatomischer Anzeiger: Centralblatt für die gesamte wissenschaftliche Anatomie, siehe Annals of Anatomy – Anatomischer Anzeiger

## Mitgliedschaften in Akademien
- Heidelberger Akademie der Wissenschaften (1922)[5]
- Deutsche Akademie der Naturforscher Leopoldina (1926)[6]
- Königliche Gesellschaft der Wissenschaften in Uppsala
- Akademie der Wissenschaften zu Göttingen

## Schriften
- Anatomie und bildende Kunst. J. F. Bergmann, München 1923 Digitalisat
- Bearbeiter der 2. Auflage von Friedrich Merkel: Die Anatomie des Menschen. München 1927.